# Sinope (księżyc)
Sinope (Jowisz IX) – niewielki zewnętrzny księżyc Jowisza, odkryty 21 lipca 1914 roku przez Setha Nicholsona.

## Nazwa
Księżyc dopiero w 1975 roku otrzymał swoją obecną nazwę, pochodzącą z mitologii greckiej. Sinope to imię córki rzecznego boga Asoposa i Metope, o której względy ubiegał się bezskutecznie Zeus. Później została uprowadzona przez Apolla.
Wcześniej satelita był określany jako Jowisz IX, w pewnym okresie proponowano dla niego nazwę Hades.

## Orbita
Sinope obiega Jowisza ruchem wstecznym, czyli w kierunku przeciwnym do obrotu planety wokół własnej osi. Księżyc krąży daleko od Jowisza, więc parametry orbity mogą ulec zmianie poprzez zaburzenia wywołane przez Słońce. Jest to najprawdopodobniej przechwycona planetoida.
Sinope jest drugim co do wielkości ciałem w grupie Pazyfae.

## Charakterystyka fizyczna
Sinope jest jednym z mniejszych księżyców Jowisza, jego średnicę ocenia się na około 38 km. Średnia gęstość tego ciała ma wartość ok. 2,6 g/cm3, a składa się przeważnie z krzemianów. Powierzchnia Sinope jest bardzo ciemna – jej albedo wynosi zaledwie 0,04. Z Ziemi można go zaobserwować jako obiekt o jasności wizualnej co najwyżej 18,3 magnitudo.